# Actocetor lindneri
Actocetor lindneri är en tvåvingeart som beskrevs av Wirth 1955. Actocetor lindneri ingår i släktet Actocetor och familjen vattenflugor.
Artens utbredningsområde är Tanzania. Inga underarter finns listade i Catalogue of Life.